# 方舟子
方是民（1967年9月28日—），笔名方舟子，福建云霄人，中华人民共和国科普作家、网络名人，密西根州立大學生物化学博士。
方舟子是《新语丝》月刊和同名网站的创办人之一，長期在互联网上从事对学术造假和学术腐败的揭露，批判宗教、伪科学、伪气功、伪环保、中医等。曾為多家平面媒體從事專欄撰稿。2012年擔任互動百科首席科學顧問，约一年后离职。
方舟子的言论涉及社会、生活、学界各个领域，由于其在打假过程中范围广泛、批评言辞激烈，往往会引起社会各界广泛关注以及造成争论。他的批评者罗永浩在方罗之争中指责其打假有误时常常不愿道歉，以及对人对己实行双重标准。

## 生平
1967年9月，方舟子生于福建省龙溪专区云霄县（今漳州市雲霄縣）。
1985年，方考入中国科学技术大学生物系，并於1990年获得细胞生物学士学位。同年，方前往美国，就读于密歇根州立大学，1995年获得生物化学博士学位。之后，他陆续在罗切斯特大学生物系、索尔克生物研究所进行博士后研究，方向为分子遗传学。
1994年，方舟子与张峥等一些海外华人创办中文网络文化性综合刊物《新语丝》月刊。起初该刊物通过在「ACT」上贴而发行。之后于1996年建立了「新语丝之友」通讯网、「新语丝」网站等。1997年，一次内部业务讨论不一致，编辑部投票的结果方舟子处于少数一方。方舟子怀疑一家商业机构欲借此事吞并新语丝，因此在投票结束两天后，在其他编辑不知情的情况下，自行向纽约州政府注册登记新语丝，建社理事为他与另外两人。原来的新语丝编辑团队愤然退出，另外成立了一个互联网刊物。之后，方舟子开始投入精力运作新语丝社及新语丝网站。
1995年，方舟子参与开发文字MUD《侠客行》。
2000年，以新语丝为基地，方舟子开始在互联网上进行学术打假。他创立「立此存照」栏目，专门揭露科学界、教育界的学术腐败现象和新闻界各种不实报道。他在引起人们极大关注的同时也引起极大的争议，并招致多起官司。美国《科学》杂志在2001年8月10日曾对此进行过报道。
2014年10月21日晚上，方舟子在社交网站上的帳號幾乎都被刪除。据民间與他本人猜测，这次被大规模删号很可能是因为他对网络写手周小平在《党建网》发表的文章《梦碎美利坚》進行了反駁，而周小平曾于此前不久参加了习近平的文艺工作座谈会。
2018年7月，原中央网信办、国家网信办主任鲁炜被调查后，方舟子的新浪微博账号恢复。一年後，其新浪微博再次被封。
方从博士后时期开始居于美国加利福尼亚州，持有美国绿卡与中国大陆的护照，为中国公民，但身份证和户口都在出国时按当时规定注销。
除了打假，方还从事文学与科普创作，在报纸杂志上发表过大量的文章，还出版过多本著作，目前为自由职业者。

## 主要活动
由于方舟子以自己创办的新语丝为基地、利用互联网来进行打假，他被媒体称为“科学斗士”或“打假斗士”。

### 学术、身份打假及批评
方舟子打假、批评的对象往往直指中国国家研究部门和高校的著名教授和研究员、行政领导，以及社会各界知名人士等，其中包括：

#### 人物
- 企业界人士唐骏[16]
- IT人李开复[17]。
- 作家韩寒：方舟子认为韩寒的作品是别人代写的，并且韩寒在身高上造假，使用了增高鞋和假发。（参见韩寒被质疑造假事件）
- 节目主持人乐嘉：方舟子称乐嘉的“性格色彩学”剽窃了美国人Talor Hartman的“性格密码”学说，而且乐嘉的母校阿姆斯壮大学是野鸡学校[18]。
- “中国雨人”周玮：方舟子认为擅长速算的智障青年周玮是骗子[19][20]，其速算答案是背的[21][22]。2014年1月，周玮经过上海交通大学、华东师范大学专家的测试，声称证实了其心算能力的确远超常人，且并非死记硬背[23]。
- 学者于建嵘：2005年10月8日，新语丝网站当日的“新到资料”头条发表了一篇署名“严晋”的文章，对于建嵘提出五点质疑。次日，新语丝刊登了于建嵘的答复文章，回應了五点质疑。该文被放在“新到资料”的第七条，加上了方舟子的按语[24]。
- 原清华大学医学院教授刘辉：方舟子认为刘辉利用其姓名缩写“Liu H”同一位名为“刘宏（Liu H）”两者姓名缩写一致的巧合，将刘宏的论文记入自己名下，通过诈骗的手段获得清华大学医学院院长助理的职位。（参见清华刘辉履历事件）
- “基因皇后”陈晓宁：方舟子称陈晓宁只是一家私营机构的技术人员，虽然兼任加州大学（UCLA）医学院的“附属副教授（Adjunct Associate Professor）”，但这些都是挂名的职务，既不是“博士”，也不是“加州大学教授”[25]。
- 南京大学朱涵：2004年3月初，媒体报道称，南京大学物理系本科生朱涵发表了10篇学术论文，其中有8篇论文是发表在SCI上。方舟子认为：朱涵的论文通讯作者是其父北京师范大学物理系教授朱建阳，因此朱涵是“沾老爹的光，老爹发表论文时把儿子的名字顺便也写上”。“中国科技界子承父业的多得是，但是像朱氏父子这样从儿子还是个本科生时就肆无忌惮地加以提携的，还是闻所未闻的[26]”
- 南京大学院士候选人陈坤基：2007年6月16日新语丝刊出了若智的《南京大学：这难道还不算一稿多投？》一文，称南京大学固体微结构物理国家重点实验室K. J. Chen（陈坤基）等发表于国际著名学术期刊Physical Review Letters和Advanced Materials上的两篇论文为典型蓄意一稿两投。[來源請求]
- “美国总统奖”获得者叶菲：方舟子指出叶菲在出版的书中夸大其求学经历，称其获得的“美国总统奖”并非由美国总统亲自颁发的每个州只有一个名额的奖励，而是每年颁发给几十万学生的“总统教育奖”，其含金量仅相当于中国的“三好学生”[27]。
- 中国科学院院士潘建伟：方舟子指潘建伟夸大其在国外的学术成就[28]。
- 军事医学科学院研究员裴雪涛[29]：方舟子称其“发无厘头的感慨”，呼吁国家停止资助其研究项目[30]。并且认为其在国际期刊上仅仅发表了6篇论文，“在国内也是拿不出手的”[31]。
- 河北科技大学副教授韩春雨：2016年，方舟子多次撰文指出韩春雨的基因编辑技术“NgAgo”的论文涉嫌造假[32]，并于2016年9月9日向国家自然科学基金委员会正式举报韩春雨，要求对韩春雨进行深入调查[33]。
- 上海复旦大学附属华山医院感染科主任、党支部书记张文宏：2021年8月，方舟子举报张文宏的博士论文涉嫌抄袭他人[34]。

- 法律学者贺卫方：方舟子稱賀衛方“一稿多投”，认为贺卫方是“法学界的水货”、“尸位素餐”[35]。
- 呼吸道疾病专家钟南山：方舟子称其与药厂合作卖假药[36]，并指责钟南山夸大雾霾和家居装修的危害性[37]。
- 科学家钱学森：2009年11月4日，钱逝世4天后，方舟子发表了《〈人民科学家钱学森〉若干可商榷之处》一文，批评钱在大跃进期间为粮食亩产万斤提供“科学”证明，及为研究“人体特异功能”运动发挥领导和指导作用[38]。
- 杂交水稻之父袁隆平：因袁隆平对转基因大米的安全性有疑虑，方舟子对其提出批评[39]，称“袁隆平本人也在搞转基因大米但还没做出来”，并质疑袁的科学素养[40]。
- 调查记者柴静[41][29]：方舟子批評柴靜既然作為“調查型記者”，就要“对事实的真相要有洁癖，不要轻信、传播当事人的自吹自擂、神吹胡侃和道听途说”[31]。罗永浩因此事与方舟子交恶，方舟子讥其为“罗三桂”[42]。
- 作家木子美（在新浪微博名为“不加V”）：方舟子称其为“三脏女”。[來源請求]
- 作家李承鹏：方舟子指责平时大喊打倒房地产商的李承鹏，其实私下与房地产商过从甚密，并表示李承鹏为房地产商“写软文”，涉嫌虚假宣传[43]。同时方舟子承认攻击李承鹏是因为后者帮孙海峰说话[44]。
- 歌手王菲、海派清口表演家周立波、艺人林志颖。[來源請求]
- 企业家罗永浩：方舟子稱羅永浩是流氓，是其見過最惡心的人[45]。方舟子亦稱羅永浩「非法辦學，沒有辦學資質，還涉嫌偷稅漏稅，做虛假廣告」[46]。从2011年底开始，方与罗在新浪微博上进行了旷日持久的争执。
- 奇虎360董事长周鸿祎
- 央视主持人崔永元、央视调查记者王志安[來源請求]
- 央视主持人白岩松：方舟子讥其为“白拓宽”（但方舟子否认曾如此称呼白，说这是其他人叫出来的，他只是在微博上回复那些言论时自动引用）。[來源請求]
- 網絡作家周小平：方舟子稱從未聽說過周小平這「網絡作家代表」，引用清華大學教授肖鷹的說話稱其為「流氓文化代表」。方舟子說，周小平所寫的《夢碎美利堅》一文屬於胡思亂想捏造，是在「夢游美利堅」。[來源請求]
- 生物学教授饶毅：方舟子质疑其论文造假[來源請求]
- 异见人士艾未未、王丹、陈光诚[來源請求]
- 柴玲：方舟子指六四事件时，其于五月底领了救济款逃跑[來源請求]
- 郭文贵[來源請求]
- 李老师不是你老师：方舟子称该推特用户在白紙運動期间发布的民众抗议信息剽窃自其它用户，背后有团队运营[47]
- 诺贝尔生理学或医学奖获奖者屠呦呦：方舟子称其“夸大自己的成就”，在成果发表过程中存在拔高自己、贬低他人、忽略别人贡献的缺点，并表示“青蒿素不是中药”[48]

#### 机构
- 南方周末：方舟子认为其在报道自己与于建嵘的争执时不公，已“堕落了”[49]。2012年6月南方周末頭版和四個版面發表對方舟子的報導[50]，方舟子稱其是“構陷”，認為南方周末已“淪落為泄私憤的構陷私器，連最基本的新聞道德和做人道德都不顧。”2013年初南周事件时，方舟子抨击南周为“撒娇”、“戏子作秀”。
- 人民网、人民日报（含海外版）、环球时报、新华网、光明网等多家中国大陆官方媒体：由于这些媒体在方舟子评周小平文章遭封杀后发表评论员文章为周小平辩护，方舟子称这些媒体发表的这些文章“都是统一部署的结果”，并戏称为“黑色幽默”、“最高级别的黑”，称他们“把一个不学无术的‘网络作家’吹捧成‘网络世界的敲钟人’、‘这一代’的代表，把他那些东抄西凑、信口开河、错误百出的博客吹捧成‘网络正能量’、‘爱国正能量’[51]。”
- 纽约时报
- BBC中文网
- 漢芯

### 食品与医疗
- 方舟子批判中医、中药等的大量文章也产生了比较大的社会影响[52]。方舟子在新语丝上设立“中医骗子”专辑[53]，认为中医和中药没有经过现代科学的检验，中医基于阴阳五行的理论没有实际依据，而中药的疗效也没有被严格的双盲法证明，认为应该「废医验药」[54]。另有专著《批评中医》。
- 2015年1月，歌手姚贝娜因乳腺癌去世。方舟子提出“姚贝娜是给中医害了”，他指出：姚贝娜早期病情发作时因为吃中药“调理”后病情反而加重，接受规范治疗，症状得以改善，虽然乳腺癌治愈率可达到90%以上，而且她的病情属于预后良好的类型（雌激素受体阳性），可以通过内分泌治疗降低体内雌激素含量减轻病情以致治愈，但是有可能会发生绝经期症状，姚贝娜遂拒绝接受这一治疗并再次服用中药，由于中药的药方中有些药物（如当归）具有雌激素活性，会加重病情，致使两年后疾病复发、扩散而逝世[來源請求]。
- 2015年10月，中国药物化学家屠呦呦因在研制青蒿素等抗疟药方面的贡献被授予诺贝尔医学奖。由于屠呦呦声称其发现青蒿素治疗疟疾是受到传统中医典籍《肘后备急方》启发而来，遭到反对中医的方舟子的批评，并指屠呦呦在学术道德方面存在瑕疵。[55]
- 方舟子批判虚假保健品。包括以褪黑激素为主要成分的「脑白金」以及核酸营养品「珍奥核酸」都被揭露为虚假宣传。2007年到2009年期间，方舟子揭露蒙牛乳业产品「特仑苏」牛奶声称添加的名为「OMP（造骨牛奶蛋白）」的物质就是IGF-1（胰岛素样生长因子-1）[56]，正常情况下口服无作用，而如果血液中IGF-1浓度过高则有增加患癌症的风险。在这个事件中，声援方舟子的广东奶业协会在其主办的南方奶业网上刊登了有关信息[57]。
- 方舟子在转基因食品方面持支持态度，他表示：「众多国外权威机构，包括世界卫生组织、联合国粮农组织、欧盟委员会、美国科学院、美国食品药品管理局、英国皇家医学会都指出，转基因食品的安全风险并不比其他食品更高，反而可能更低[58]。」
- 方舟子对于瘦肉精持解禁态度。2011年4月1日，他在新华每日电讯上發表署名文章，批評媒體過度「妖魔化」瘦肉精（莱克多巴胺）的現象。在文中，他表示由于养猪业有提高猪肉瘦肉率的需求，杜绝「瘦肉精」的使用非常困难。如果一概禁用，那么养猪户在选择时就宁愿选用价格最低廉、但是毒性也最强的盐酸克伦特罗，而如果政府允许使用安全且副作用很低的莱克多巴胺，那么很多农户就不会冒违法的风险了。目前有二十多个国家允许使用莱克多巴胺，但中国却禁用[59]。

- 2019冠状病毒病疫情期间，方舟子認爲选一名政客当世衛組織总干事，必然会让它从专业组织变成政治组织，因为政客眼里只有利益，没有原则。方舟子反對封城，也反对民众普遍佩戴口罩，甚至建议美国政府没收华人超市贩售的口罩[60]。

### 宗教批判
方舟子对宗教持批判态度。在新语丝，方舟子作为无神论者多次批評基督教。他揭露重庆道士李一与唯一教、奥修静修会的邪教性质，及质疑李一动辄半年的辟谷、长达两小时的胎息等非常传奇的个人经历。2011年2月5日，方舟子与歌手王菲在网络上展开了一场对「一尊佛像」的见解，方舟子认为公众人物的宗教信仰宣传会误导大众。

### 「打假资金」
2006年11月，何祚庥、郭正谊、司马南、袁钟成立了“科技打假基金筹备组”，由方舟子律师彭剑任秘书，面向社会募集捐款，用来资助方舟子打假（即“打假基金”），并申明将公开帐目、接受监督。此外，2010年方舟子遇袭后，彭剑又以个人名义向社会募集“安保资金”，用于保障方舟子的人身安全。同时成立监管小组，向小组公开帐目并接受监督。这两项基金未向社会公布过其基金使用明细。在2013年与崔永元有关转基因食品的争论中，这一点亦遭崔永元及其支持者的质疑，被指为「黑资金」。
2007年1月，冼岩发表评论，认为方舟子巧妙避开何祚庥曾留下污点的控制论、共振论和基因学说等，恰到好处既抨击“伪科学”，又保护了成为他衣食父母的何院士。

### 为何祚庥授奖
2014年1月13日，“新语丝”网站经营者方舟子授予何祚庥由林树坤赞助的“新语丝科学精神奖”，奖金为一万瑞士法郎。

## 遭袭事件
2010年8月29日下午5点，方舟子在北京的住所附近被两名不明人士用麻醉剂和铁锤袭击，受轻伤。当时，方舟子在一个茶馆接受辽宁电视台《王刚讲故事》采访，在结束后走出茶馆时被迎面喷射麻醉剂；袭击者同时试图使用铁锤击打其头部，但方及时躲开。方舟子在试图逃开时被铁锤击中腰部。
9月21日下午，北京警方宣佈破获该案。经初步审查，该案系因肖传国认为方是民、方玄昌通过媒体、网络对其学术“打假”，从而导致其未能入选中国科学院院士，为报复二人，遂指使人袭击了方舟子。10月10日，石景山区人民法院做出一审判决，认定肖传国“接受被告人戴建湘找人殴打方是民和方玄昌的建议”，犯寻衅滋事罪，判处拘役5个半月。对此，方舟子質疑北京司法机关判决过轻，有放纵之嫌。肖传国方认为判罚过重，并提出上诉。11月2日，北京中院做出终审判决：维持原判。2011年4月，肖出狱后，旋即召开新闻招待会，为肖氏手术正名，并在接受《新快报》采访时表示，自己并未雇凶伤人，只是未能阻止亲戚“教训”方舟子，并认为“寻衅滋事”的罪名有误，已提出申诉。肖认为自己受到了媒体不公正的待遇，并于2012年4月起诉央视和北京市公安局，要求其致歉并恢复名誉。

## 争议

### 被指“语言暴力”
方舟子常常对打假的对象进行激烈的人身攻击，例如对打假的对象起“外号”：称刘维忠为“猪蹄厅长”，贺卫方为“贺不群”，罗永浩为“罗装剽”，科学松鼠会为“老鼠会”等。类似的言论被多方指责，如法律学者萧瀚称之为“语言暴力”。杂文家鄢烈山称方舟子“一点就炸”，行文用语粗暴，有“文革”红卫兵、红小兵的遗风。
针对鄢烈山的指责，方舟子回应称“犀利只是文章风格”。此外在2005年，方舟子引用鲁迅的话，認為：「如果说良家妇女是妓女，那是骂人，但如果说妓女是妓女，那就不是骂人。」

### 與王菲的爭論
2011年2月6日20时13分，王菲在微博上转了网友“我执难破”的一条微博，并对微博中的木制佛像在大火中竟然丝毫无恙地屹立在夕阳中表示“无以言表 不可思议 顶礼遍知佛尊~”。经过网友转发，方舟子迅速发表了一条充满火药味儿的评论：“还有无数尊葬身火海的佛像你也别忘了顶礼。谁要觉得这尊佛像不可思议的，拿来点把火试试？”王菲当即不甘示弱，反问方舟子：“你想试什么？能不能点着么？”方舟子应战称：“实验检验传奇。”
7日上午9时49分，王菲再写了一条微博请方舟子“方老师 不要科学地不讲理~ 我们讨论的是木头能否被烧着的事么？事实上我们认为万物都有生灭 就算是真金佛像也有消散的那天 我们相信的是某种内在的力量 这个你不懂 我懂的~ 我们体会的是内因 你注重的是外缘~ 如果真想做这个实验 恐怕也得找个相当大的楼 点一把差不多的火 才是本着科学的严谨态度吧~”。7日15时14分，方舟子不甘示弱，引用王菲的句式写道：“你不要信仰地不讲理。”50分钟后，方舟子再度在微博中称：“谁说宗教信仰能提高人的教养的，到网上看仔细了。”
2011年2月7日19时，王菲发博回应方舟子“能跟你对话就挺不可思议的 不聊了 过年好~”，主动退让意图息事宁人，然而方舟子咄咄逼人，将骂战升级到攻击王菲粉丝，引起网友广泛谴责。
中新网、中国日报等媒体报道：
在百度“王菲大战方舟子”的贴吧中，有网友认为，“王菲怎么看都是在礼让。倒是某博士咄咄逼人，最后还硬要发篇某寺庙大火一切烧尽的微博，姿态太不自信。”网友原配瑞儿则认为：“王菲的行为是一种常人可以理解的行为，一种微妙的习俗和信仰的感情，并不是说发大火时，她就一定会找个佛像躲着。而方舟子却用科学的标准去评断这种感性的行为显然用错了标准。”

### 被指“不愿认错”
方舟子被指从不对自己的某些被人认为错误的言行道歉，其“决不认输、决不认错是科学圈内公认的特点”。在韩寒诉方舟子一案中，方舟子称「如果法院判我败诉，赔偿不能不交，不然法院会强制执行，但我不会道歉，没做错事，怎能道歉」、“我不会道歉。包括以前十几起官司判我输了的，我从来都不道歉……你必须要承认自己错了才去道歉。但目前来说，我看不出我错在哪”，此番言论遭到《法制晚报》评论的批评。
虽然受到如上指责，但对于事实清楚的失误，方舟子也曾承认错误，向当事人道歉。例如方舟子因为混淆了两个在匹兹堡大学的名叫“李勇”的教授，而两次发微博向当事人道歉。

### 被指“多重标准”
有人認為，方舟子有时在打假中对不同的人或事物使用了不同的标准，如北京大学教授刘华杰曾说：“方舟子批评别人采用的是一套标准，自己做事采用的是另一套标准”；中国社科院学者易华认为方“反差很大，双重标准明显———看别人的毛病很清楚，自己的缺陷不觉察。”
在方舟子的妻子刘菊花的硕士论文被多人讨论研究判定为存在抄袭的事实时，方舟子作为打假斗士，却不再打假，还表示举报抄袭的理由可笑
对此，方舟子曾回应称：“本来就是应该选择性的打假，那么多我怎么可能什么事都管？我当然指的是找那些我认为比较严重，或者我觉得有意思的、感兴趣的”。

### 被指“话语霸权”
方舟子被批评为在新语丝网站上既是老板，又是编辑，又是辩论对手。清华大学科技史教授刘兵认为，方舟子在学术打假时集“侦查、控告、审判”于一身；其对“假”的认定，并非由学术共同体以集体的方式来认定。另外，在不同观点并存的情况下，阐述自己的观点，并理解他人观点的合理性，这是学者最基本的态度，方舟子没有做到这一点。北京大学教授刘华杰等人亦指责方舟子用科学的帽子打压人。
对此，方舟子在2010年接受南方都市報采访时，稱所谓「话语霸权」是没有依据的。他強調自己的话语权和普通人一样，自己只是提供一个平台，手上並沒有做法官的權力，打假只是个人见解，不会使造假者受到什么惩罚。

### 被质疑“抄袭”和“造假”
2011年3月30日，《法治周末》用四个整版的篇幅刊登了《方舟子涉嫌抄袭总调查》，文中指出：方舟子发表于2006年12月11日《经济观察报》上的《现代药物是怎么开发出来的》一文，系抄袭自网友“颖河”的九篇系列文章《认识药物》，连原文的笔误都照抄不误。
对此，方舟子辩称“科普文章和论文的标准是不一样的”，因此“称不上抄袭”。。密西根州立大学教授鲁特-伯恩斯坦稱方舟子在1995年发表在网上的一篇文章《科学是什么》中剽窃了他的著作：《科学是什么》全文1600字，其中约有900字几乎原文引自他的《神创论是科学的理论吗》一文，但并未注明出处。该文被收录在2007年出版的《方舟子破解世界之谜》中时，亦未提到伯恩斯坦。
据此，网名“亦明”的学者葛莘于2010年10月17日向密歇根州立大学发出举报信。19日，方舟子改动了新语丝网站的网页，在原文加上了“根据美国学者Root-Bernstein的归纳”的字样。此后，密大诚信负责人吉姆斯·皮瓦尼克回信称该文章虽满足“学术不端行为”的定义，但无可信证据证明是方舟子于1995年所写。
在葛莘提供了相关证据后，大学以“方舟子的文章与他在该校学业无关”为由，拒绝进行进一步调查。对此，原作者鲁特-伯恩斯坦教授在确认方舟子抄袭他的文章的情况下，对校方的处理意见表示不满，并向校方举报方舟子抄袭他的文章。
方舟子在参加北京电视台《第七日》节目时，该节目下方的滚动字幕中介绍方舟子是“麻省理工学院生物学博士”，受到一些人的质疑。

### 被质疑“诈捐”
2015年，中国中央电视台记者王志安在经过5个月的调查后，揭露了方舟子及其律师彭剑涉嫌诈捐的骗局。2010年8月31日，方舟子在遇袭后，一个以保障其人身安全为目的的“安保基金”正式启动。该筹款项目由彭剑发起并负责管理。彭剑在成立基金时保证，捐款将不会用于方舟子生活及工作支出。但王志安的调查显示，该基金的监督委员会并未履行主要职责，内部审计几乎不存在，同时方舟子及其律师以防止泄漏安保措施为由，长期不公开账目。基金成立不到20天，179,392元资金便被用于为彭剑的律师事务所购置车辆，除此之外，还有100万元被彭剑用于购置个人房产。此外，方舟子的语丝书屋也可能涉及洗钱行为，彭剑还曾向方舟子的亲戚提供7万元的“好处费。” 有记者在事发后试图联系彭剑，其回应称“如果相关材料属实，则可能涉嫌非法获取公民信息罪；如果材料不属实，则可能涉嫌诽谤罪。” 方舟子则回应：“我以人格担保绝对没有这回事，王志安的目的就是为了迫使我们泄漏安保措施。” 王志安表示其所有证据的来源合理合法。广东一企业负责人徐某向武汉警方报案，称被方舟子及其律师诈骗了300万元。警方回应，彭剑将这笔资金用于购车、购房及偿还信用卡，确实存在不当行为。2019年，由于安保资金事件，以方舟子为主要受益人的安保资金管理者彭剑在国内两起官司终审均败诉，法院判决安保资金退还310万捐款和利息。早在2012年，罗永浩曾举报方舟子及其律师涉嫌通过募集资金诈骗，并存在偷税漏税行为。

## 荣誉
2010年12月，获得2010知识中国盛典年度人物。
2012年11月，获得首届“约翰·马多克斯捍卫科学奖”。
2013年6月，获得“注册舞弊审核师协会”颁发的“克里夫·罗伯森哨兵奖”。

## 著作
方舟子在获得生物化学博士学位后不久即转行从事科普工作，有相对较少的学术著作，大量科普著作，还有一些文史散文、诗歌等。

### 论文
方舟子有第一作者（与Burton教授合著）的生物化学方面的英文论文一篇，非第一作者生化专业论文三篇。

### 专利
- Cyclin T, A New HIV Target Inventors: Katherine Jones, Ping Wei, Mitchell Garber, Shi-Min Fang

PATENT STATUS: U.S. Patent No. 6,270,956 issued August 7, 2001, U.S. Patent No. 6,284,456 issued September 4, 2001, Published PCT application WO99/29730

### 书籍
- 《进化新解说》跨世纪科学丛书，香港天地图书有限公司，1997年，ISBN 962-950-245-3
- 《法轮功解剖──一位海外学子的立场》德先生茶馆丛书，湖南人民出版社，1999年8月，ISBN 7-5438-2065-X
- 《网路新语丝》（主编）网络文化丛书，河北人民出版社，2000年1月，ISBN 7-202-02682-1
- 《方舟在线》北京理工大学出版社，2000年6月，ISBN 7-81045-702-0
- 《进化新篇章》中国科普佳作精选，湖南教育出版社，2000年12月，ISBN 7-5355-3354-X
- 《叩问生命──基金时代的争论》天津教育出版社，2001年1月，ISBN 7-5309-3278-0
- 《溃疡──直面中国学术腐败》海南出版社，2001年6月，ISBN 7-5443-0048-X
- 《长生的幻灭──衰老之谜》看世界丛书，上海科学技术出版社，2002年11月，ISBN 7-5323-6718-5
- 《江山无限──方舟子历史随笔》春秋文丛，福建人民出版社，2004年5月，ISBN 7-211-04722-4
- 《餐桌上的基因》科学的眼睛丛书，少年儿童出版社，2005年4月，ISBN 7-5324-6503-9 （2007年8月第二版更名为《食品转基因》，ISBN 9787532472956）
- 《基因时代的恐慌与真相》广西师范大学出版社，2005年8月，ISBN 7-5633-5436-0
- 《寻找生命的逻辑──生物学观念的发展》上海交通大学出版社，2005年9月第一版，ISBN 7-313-04005-9，2007年第二版
- 《科学成就健康》赛先生科学与生活系列丛书，新华出版社，2007年1月出版，ISBN 978-7-5011-7777-6
- 《批评中医》“中医新世纪大论战”丛书，中国协和医科大学出版社，2007年3月第一版，ISBN 978-7-81072-876-8[119]
- 《方舟子破解世界之谜》陕西师范大学出版社，2007年8月第一版，ISBN 978-7-5613-3703-5
- 《方舟子带你走近科学》陕西师范大学出版社，2007年11月第一版，ISBN 978-7-5613-3805-6
- 《爱因斯坦信上帝吗？──方舟子解读科学史著名谜团》广西科学技术出版社，2009年8月第一版，ISBN 978-7-80763-312-9
- 《大象为什么不长毛：方舟子破解科学谜题》海豚出版社，ISBN 978-7-51100-327-0
- 《我的两个世界》，百花洲文艺出版社，2012年，ISBN 978-7-55000-324-8
- 《方舟子自选集》，人民邮电出版社，2013年，ISBN 978-7-115-31253-2
- 《科舟求健──方舟子谈健康》，同心出版社，2014年，ISBN 978-7-5477-1227-6
- 审译《HOW & WHY美国经典少儿百科知识全书》，广西科学技术出版社，2014年，ISBN 978-7-80763-778-3